# Васягин, Евгений Юрьевич
Евгений Юрьевич Васягин (род. 5 января 1959, РСФСР) — советский и российский самбист и дзюдоист, призёр чемпионатов СССР и Европы по самбо, обладатель Кубков СССР и мира, мастер спорта России международного класса.

## Спортивные результаты
- Кубок СССР по самбо 1983 года — ;
- Чемпионат СССР по самбо 1985 года — ;
- Чемпионат СССР по самбо 1986 года — ;
- Чемпионат СССР по самбо 1987 года — ;